# Lillebil Kjellén
Britta Lillebil Sofia Nordrum, känd under flicknamnet Lillebil Kjellén, född 3 december 1921 i Drammen i Norge, död 7 mars 1994 i Katarina församling i Stockholm, var en svensk skådespelare.

## Biografi
Lillebil Kjellén föddes i Norge av svenska föräldrar men växte upp i Stockholm. Hennes föräldrar var ingenjören Einar Kjellén (1895–1975) och Gunhild, ogift Berg (1901–1977).
Kjellén gick på Kungliga Dramatiska Teaterns Elevskola och filmdebuterade 1938. Hon medverkade i ett tiotal uppsättningar vid Dramaten åren 1942–1946. I mitten av 1960-talet bosatte hon sig på Teneriffa.
Lillebil Kjellén var 1945–1953 gift med mästerkocken Tore Wretman (1916–2003)  och 1953–1971 med den norske skådespelaren Lars Nordrum (1921–1973). Hon fick döttrarna Ann-Sofie 1946 och Charlotta 1949 i äktenskapet med Wretman. Ann-Sofie Wretman Uväng är matskribent och var en tid gift med skådespelaren Jonas Bergström.

## Filmografi
Enligt Svensk Filmdatabas:

- 1938 – Karriär
- 1939 – I dag börjar livet
- 1940 – Karusellen går
- 1940 – Beredskapspojkar
- 1941 – Uppåt igen
- 1941 – Nygifta
- 1941 – Fransson den förskräcklige
- 1941 – Bara en kvinna
- 1942 – Olycksfågeln nr 13
- 1942 – Doktor Glas
- 1943 – På liv och död
- 1943 – Flickan är ett fynd
- 1944 – På farliga vägar
- 1944 – Narkos
- 1945 – Trötte Teodor
- 1945 – Tre söner gick till flyget
- 1945 – En förtjusande fröken
- 1945 – 13 stolar
- 1946 – Försök inte med mej ..!
- 1947 – Jag älskar dig, Karlsson!
- 1948 – Kvinnan gör mig galen
- 1951 – Biffen och Bananen
- 1952 – Oppåt med Gröna Hissen
- 1955 – Ute blåser sommarvind
- 1955 – Den underbara lögnen
- 1957 – Nio liv
- 1957 – Toya – vilse i fjällen

## Teater

### Roller (ej komplett)
| År   | Roll           | Produktion                                                           | Regi             | Teater           |
| ---- | -------------- | -------------------------------------------------------------------- | ---------------- | ---------------- |
| 1941 | Bondens hustru | Lek ej med kärleken (On ne badine pas avec l'amour) Alfred de Musset | Per-Axel Branner | Nya Teatern      |
| 1951 |                | Låt mig ta hand om dig Max Catto                                     | Ernst Eklund     | Lisebergsteatern |